# Литва дворова
Литва дворова (рос. Литва дворовая) — прошарок служивих людей в Московському царстві XVI ст., який комплектувався вихідцями з Великого князівства Литовського і Руського.

## Історія
Литва дворова почала з'являтися в ході воєн кінця XV — початку XVI століття, коли значна кількість литовсько-руської шляхти потрапила в полон під час перших московсько-литовських воєн або добровільно перейшла на бік Московської держави. Багато полонених було захоплено в битві на Ведроші в 1500 р., більшість з них насильно утримувалося московським урядом і після закінчення війни. Як правило, їм не довіряли службу на західних рубежах Московської держави і вони використовувалися у військових діях на півдні та сході. Так, литовські «вогняні стрільці» відзначилися в 1505 при обороні Нижнього Новгорода від татар. Після захоплення Москвою Смоленських, Брянських і Чернігівсько-Сіверських земель, більшість місцевих бояр прийняла московське підданство. В результаті заколоту Михайла Глинського у 1508 р. до Москви виїхало багато його прихильників, у тому числі князі Друцькі та Козловські, дворянин Якуб Івашинцов та інші.
За всіма ними та їхніми нащадками закріпився термін «литва дворова» (епітет «дворова» іноді опускався). Особливо часто він зустрічається в так званому «Дворовому зошиті» (рос. Дворовая тетрадь) 1550-х років, який зазначає наявність литви дворової в Ярославлі, Ростові, Романові, Муромі, Можайську, Серпухові, Костромі та інших містах. У 1520-і роки литвою дворовою керував впливовий боярин М. Ю. Захар'їн-Юр'єв. 
Найбільшим впливом «литва дворова» користувалася за часів регентства великої княгині Олени Глинської (1533—1538), але після досягнення повноліття Іваном IV значною мірою зазнала політичних репресій і як особливий прошарок перестав існувати.